# Azur Lane
Azur Lane (tiếng Trung: 碧蓝航线) là một trò chơi bắn súng di chuyển hai bên màn hình được phát triển bởi Shanghai Manjuu và Xiamen Yongshi tại Trung Quốc, phát hành vào năm 2017 cho hai nền tảng hệ điều hành Android và iOS. Lấy bối cảnh một thế giới khác xảy ra chiến tranh do sự chia rẽ của liên minh Azur Lane, hình thành nên hai phe đối lập là Azur Lane và Crimson Axis. Người chơi sẽ tham gia vào những trận chiến bắn súng góc nhìn bên, sử dụng các nhân vật nữ dễ thương dựa trên những tàu chiến đã tham gia vào những trận đánh bao gồm các chương và sự kiện. Trò chơi còn có những yếu tố khác như tùy chỉnh ký túc xá và kết hôn với các nhân vật.
Phát hành lần đầu tại Trung Quốc vào tháng 5 và ở Nhật Bản vào tháng 9 năm 2017, Azur Lane đã nhanh chóng trở nên rất phổ biến, đặc biệt là ở Nhật Bản nơi mà số lượng người chơi đạt tới 5 triệu người sau 4 tháng phát hành. Azur Lane được xếp hạng khá cao, chỉ dưới các trò chơi và thể loại khác như Fate Grand Order, Kantai Collection hoặc các YouTuber ảo. Nhiều người chơi đã bình chọn cho Azur Lane nằm trong top 5 trò chơi hàng đầu trên Trò chơi Hay nhất năm 2017 của Google Play cho khu vực. Các nhà phê bình đã cho rằng sự nổi tiếng của trò chơi là nhờ vào sự nguyên bản và hệ thống trò chơi được thiết kế tốt. Một phiên bản cho thị trường toàn cầu đã mở beta vào tháng 8 năm 2018 và được phát hành chính thức vào tháng 5 năm 2019.
Trò chơi đã được chuyển thể thành manga và tiểu thuyết hóa. Azur Lane Crosswave, một phiên bản chuyển thể 3D dành cho hệ máy PlayStation 4, đã được phát hành bởi Compile Heart vào ngày 29 tháng 8 năm 2019 và nhận được sự đánh giá tốt từ công chúng. Phiên bản tiếng Anh của Crosswave đã được công bố vào ngày 13 tháng 2 năm 2020 trên Steam. Một sê-ri anime chuyển thể từ trò chơi đã được công chiếu vào ngày 3 tháng 10 năm 2019 bởi Bibury Animation Studio.

## Lối chơi
Azur Lane là một trò chơi nhập vai, mô phỏng và bắn súng di chuyển hai bên màn hình. Người chơi sẽ đóng vai vào một nhân vật được gọi là Chỉ Huy (Commander) và đồng hành cùng các tàu chiến được nhân cách hóa trong Thế Chiến thứ hai (hay còn được gọi là "shipgirls"). Chủ yếu các nhân vật đến từ Hoa Kỳ, Anh, Đế quốc Nhật và Đức Quốc Xã. Cùng với đó là các tàu đến từ các nước Pháp (cả Vichy và Pháp quốc Tự do), Trung Quốc, Ý, Liên Xô và cả Đế quốc Nga. Người chơi phải sắp xếp các tàu lại với nhau thành một hạm đội gồm 6 tàu để đối đầu với kẻ thù bằng cách điều khiển thủ công hoặc tự động (PvE) hoặc chiến đấu với các hạm đội của các người chơi khác (PvP).
Khi mới bắt đầu trò chơi, những cô gái USS Laffey (DD-459), tàu khu trục HMS Javelin, tàu khu trục KMS Z23 (dành cho thị trường Trung Quốc và toàn cầu), tàu khu trục IJN Ayanami (dành cho thị trường Hàn Quốc và Nhật Bản) sẽ là những tàu khởi đầu. Người chơi sẽ được chọn một trong những nhân vật trên và nhân vật được chọn sẽ được coi là những nhân vật chính của trò chơi. Tính đến tháng 12 năm 2020, Azur Lane đã có hơn 450 nhân vật được giới thiệu vào trong trò chơi, đại diện cho các con tàu đến từ 9 nước tham chiến. Azur Lane cũng đã thêm vào danh sách nhân vật những con tàu bảo tàng như Mikasa của Nhật và Avrora của Nga.

### Tham chiến
Khi chuẩn bị cho chế độ chính của trò chơi, người chơi có thể tổ chức hai hạm đội bao gồm một hàng trước và một hàng sau, với ba chỗ trống ở mỗi hàng. Các tàu khu trục, tàu tuần dương hạng nhẹ và tàu tuần dương hạng nặng có thể được phân bổ cho hàng trước, trong khi hàng sau được dành cho thiết giáp hạm, thiết giáp-hàng không hạm, tàu sửa chữa, thiết giáp-tuần dương và tàu sân bay. Các tổ hợp hạm đội có thể khác nhau tùy theo yêu cầu của trận chiến hoặc sở thích của người chơi. Nhưng mục tiêu chính luôn đạt được chiến thắng trong các tình huống chiến đấu khác nhau. Sau khi sắp xếp đội hình, người chơi có thể chọn và tham chiến ở một bản đồ nào đó.
Khi vào bản đồ, hạm đội của người chơi được đặt trên một bản đồ dạng lưới tương tự như trong trò chơi Battleship. Bản đồ chứa các nodes (nút), những nodes hạm đội của kẻ thù là những nodes giao tranh, một số bất động và một số nodes có thể truy đuổi người chơi (thường xuất hiện trong các sự kiện giới hạn) hoặc các nodes không giao tranh (thường là các nodes có dấu chấm hỏi "?" hoặc các node tiếp tế đạn dược (ở một số map nhất định)) cung cấp đạn dược hoặc các nodes bí ẩn (nodes có dấu chấm hỏi "?") có thể cung cấp nguồn cung cấp như bộ dụng cụ sửa chữa, vật liệu nâng cấp hoặc có thể sinh ra nodes chiến đấu đặc biệt, lúc này người chơi có thể chiến đấu với Hạm đội Kho báu để nhận được các hộp công nghệ (Tech Box) hoặc vàng (Coins) trong trò chơi. Người chơi phải điều hướng sao cho tối ưu và tập hợp các hạm đội của mình một cách chiến thuật nhất nhằm quét sạch kẻ thù, hạn chế chịu sát thương, tiếp cận Boss của bản đồ. Khi người chơi di chuyển hạm đội của họ trên khắp bản đồ, họ có thể bị phục kích trong các cuộc chạm trán ngẫu nhiên, thường sẽ là những cuộc không kích (Airstrike) hoặc bị phục kích (Ambush). Từ đó mà hạm đội của người chơi có thể nhận sát thương hoặc buộc phải giao tranh với kẻ thù nếu không may trốn tránh bất thành dẫn đến phải sử dụng nhiên liệu mà ở đây là dầu (Oil) và đạn (Ammunition). Dầu là một trong hai tài nguyên chính trong trò chơi. Số đạn được thể hiện trên đầu của hạm đội trong bản đồ. Mỗi hạm đội sẽ có 5 đơn vị đạn, mỗi lần giao tranh sẽ bị trừ một đơn vị đạn. Các hạm đội hết đạn vẫn có thể chiến đấu nhưng có thể chỉ gây ra một nửa điểm sát thương (Damage).
Khi chiến đấu với kẻ thù, người chơi có thể sử dụng cần điều khiển ảo để điều khiển hàng trước, các tàu sẽ tự động bắn đạn pháo vào mục tiêu và ngư lôi sẽ được phóng bằng tay. Trong khi đó, hàng sau đứng yên, có thể bắn các loạt đạn pháo và người chơi có thể điều máy bay cho các cuộc không kích từ tàu sân bay. Những lần gọi máy bay này sẽ kích hoạt hiệu ứng xóa đạn (loại bỏ tất cả đạn và ngư lôi trên màn hình). Người chơi có tùy chọn chế độ tự động để nhường quyền kiểm soát này cho AI của trò chơi. Thanh máu (HP) của các tàu sẽ được hồi lại đầy đủ khi người chơi hoàn thành hoặc rút lui khỏi bản đồ. Điểm tinh thần của các "shipgirls" sẽ bị trừ cho mỗi lần hạm đội giao tranh. Nếu một nhân vật bị chìm trong một trận chiến nào đó, họ không thể tham gia chiến đấu về sau trên bản đồ và số điểm tinh thần sẽ bị trừ nhiều hơn.Nếu điểm tinh thần của một nhân vật ở thấp, thì nhân vật đó sẽ bị giảm chỉ số chiến đấu và điểm tình cảm của họ. Điểm tình cảm thấp khiến nhân vật chào đón người chơi bằng giọng nói phản ánh lên sự thất vọng của họ.
Trò chơi còn có chế độ PvP. Người chơi có thể chuẩn bị một đội phòng thủ và sắp xếp, tổ chức một đội tấn công để thách thức đội phòng thủ của người chơi khác. Trong chế độ này, các trận chiến được điều khiển hoàn toàn bởi AI và hiệu ứng xóa đạn của các cuộc không kích bị vô hiệu hóa. Có thể kiếm được Merits và thứ hạng của người chơi có thể tăng lên thông qua những lần chiến thắng trong chế độ này. Người chơi sẽ không bị phạt nếu thua một trận chiến hoặc đội phòng thủ của họ bị đánh bại bởi những người chơi khác. Những nhân vật độc quyền và các vật phẩm khác có thể nhận được bằng cách sử dụng Merits kiếm được sau mỗi lần đánh. Bảng xếp hạng được làm mới sau mỗi 15 ngày.
Nhiều cơ chế bổ sung đã được giới thiệu sau khi Azur Lane phát hành. Các tàu ngầm và hệ thống tác chiến chống tàu ngầm đã được giới thiệu vào tháng 5 năm 2018. Điều này bao gồm với việc có thêm bản đồ chiến dịch chống tàu ngầm và các nhân vật dựa trên tàu ngầm của Đức, tàu ngầm của Mỹ và Nhật Bản. Hệ thống Meowfficers Lưu trữ ngày 7 tháng 6 năm 2021 tại Wayback Machine hỗ trợ cho hạm đội đã được giới thiệu vào tháng 9 năm 2018. Có thể nhận được nhiều giống mèo khác nhau tại "Cattery". Chúng có thể được huấn luyện để cung cấp khả năng hỗ trợ khi trang bị cho một hạm đội tham chiến.

### Ký túc xá
Trò chơi có tính năng "Ký túc xá". Các nhân vật trong hình dạng chibi của họ có thể được đưa vào một Ký túc xá đầy đủ tiện nghi, nơi họ có thể đi lại và ngồi, ngủ hoặc tắm. Nhân vật có thể nhận điểm kinh nghiệm và phục hồi điểm tinh thần một cách thụ động khi được người chơi cho đồ ăn. Người chơi có thể mua thực phẩm bằng dầu (Oil) hoặc tiền tệ (ở đây là Gems) trong trò chơi. Người chơi cũng có thể mua các đồ nội thất và đồ trang trí theo những chủ đề khác nhau, và đôi khi những món đồ ấy là những phiên bản giới hạn bằng cách sử dụng "Decor Tokens" có được bằng cách cho những nhân vật thông qua các cuộc ủy thác. Nội thất và đồ trang trí đóng vai trò nâng cao tỷ lệ kinh nghiệm nhận được. Chúng có thể được sắp xếp tự do. Người chơi có thể tăng sức chứa của nhân vật trong Ký túc xá, mở khóa tầng hai giúp phục hồi tinh thần và mua đồ nội thất đặc biệt bằng Gems trong trò chơi. Ngoài ra, các món nội thất hiếm có thể trao cho người chơi bằng cách hoàn thành các sự kiện. Người chơi có thể đến thăm Ký túc xá của những người chơi khác.

### Kết hôn
Khi điểm tình cảm của một nhân vật được nâng lên 100 thông qua các trận chiến, thư ký hoặc điểm tình cảm có được trong Ký túc xá, người chơi có thể chọn tặng "Promise Ring" (tạm dịch là "Nhẫn đính ước) cho nhân vật này. Một chiếc "Promise Ring" có thể nhận được qua nhiệm vụ một lần. Những chiếc nhẫn sau này có thể được mua bằng Gems trong cửa hàng vật phẩm, trong các trường hợp đặc biệt như ngày kỷ niệm (Anniversary) thì người chơi có thể nhận được một "Promise Ring" như một lời tri ân về việc đã đồng hành cùng Azur Lane. Trò chơi có cho phép kết hôn với nhiều nhân vật. Người chơi cũng có thể đặt tên tùy chỉnh cho các nhân vật đã kết hôn nhưng chỉ được một lần mỗi 30 ngày. Hơn nữa, một số nhân vật nổi tiếng nhất cũng sẽ nhận được những bộ trang phục cưới độc đáo cho lễ cưới. Họ cũng sẽ nhận được thêm các buff cho các chỉ số sau khi kết hôn.

## Nhân vật
| Tên nhân vật     | Lồng tiếng Nhật (cả trong trò chơi và anime) | Lồng tiếng Anh (bản anime) |
| ---------------- | -------------------------------------------- | -------------------------- |
| Enterprise       | Yui Ishikawa                                 | Rachael Messer             |
| Akagi            | Mai Nakahara                                 | Amber Lee Connors          |
| Unicorn          | Ai Kakuma                                    | Alexis Tipton              |
| Javelin          | Nozomi Yamane                                | Madeleine Morris           |
| Laffey           | Maria Naganawa                               | Tia Ballard                |
| Kaga             | Ai Kayano                                    | Dawn M. Bennett            |
| Cleveland        | Saya Horigome                                | Kristen McGuire            |
| Prince of Wales  | Chinami Hashimoto                            | Mallorie Rodak             |
| Ayanami          | Yo Taichi                                    | Lara Woodhull              |
| Bailey           | Eri Suzuki                                   | Dani Chambers              |
| Beagle           | Eri Suzuki                                   | Sarah Roach                |
| Bulldog          | Eri Suzuki                                   | Rachel Glass               |
| Illustrious      | Sora Amamiya                                 | Jad Saxton                 |
| San Diego        | Asuka Ito                                    | Bryn Apprill               |
| Vestal           | Maia                                         | Megan Shipman              |
| Zuikaku          | Risa Taneda                                  | Michelle Rojas             |
| Belfast          | Yui Horie                                    | Lindsay Seidel             |
| Glowworm         | Hiromi Igarashi                              | Brittney Karbowski         |
| Hammann          | Asuka Ito                                    | Brittany Lauda             |
| Helena           | Tomoyo Chujo                                 | Samantha Herek             |
| Hood             | Atsuko Tanaka                                | Terri Doty                 |
| Hornet           | Nozomi Yamamoto                              | Kristi Rothrock            |
| Essex            | Kaori Mizuhashi                              |                            |
| Intrepid         | Ai Fairouz                                   |                            |
| Long Island      | Sachiyo Yoshida                              | Jennifer Alyx              |
| Northampton      | Takao Koizumi                                | Haileigh Todd              |
| Bismarck         | Ayaka Fukuhara                               | Alex Moore                 |
| Prinz Eugen      | Ayane Sakura                                 | Mikaela Krantz             |
| Queen Elizabeth  | Sumire Uesaka                                | Sara Ragsdale              |
| Warspite         | Sumire Uesaka                                | Jill Harris                |
| Shokaku          | Risa Taneda                                  | Katelyn Barr               |
| Z23              | Rika Abe                                     | Sarah Wiedenheft           |
| Sheffield        | Konomi Kohara                                | Emily Neves                |
| Edinburgh        | Yūko Gotō                                    | Melissa Sternenberg        |
| Takao            | Ai Kakuma                                    | Terri Doty                 |
| Atago            | Ai Kayano                                    | Marissa Lenti              |
| Akashi           | Sumire Uesaka                                | Macy Anne Johnson          |
| Nagato           | Misaki Kuno                                  | Monica Rial                |
| Yukikaze         | Kana Yūki                                    | Laura Faverty              |
| Yudachi          | Natsumi Takamori                             | Krystal LaPorte            |
| Shigure          | Yūki Kuwahara                                | Kristin Sutton             |
| Z1               | Natsumi Takamori                             | Marissa Lenti              |
| Köln             | Ryōko Ono                                    | Jeannie Tirado             |
| Admiral Hipper   | Yuri Yamaoka                                 | Alex Moore                 |
| Yorktown         | Kana Yūki                                    | Kara Edwards               |
| Cygnet           | Risa Taneda                                  | Emily Fajardo              |
| Saratoga         | Sumire Uesaka                                | Amanda Gish                |
| Arizona          | Sawako Shirakabe                             | Meg McClain                |
| Nevada           | Yumi Uchiyama                                | Stephanie Young            |
| Oklahoma         | Yumi Uchiyama                                | Sarah Roach                |
| Suffolk          | Akari Uehara                                 | Sarah Roach                |
| Norfolk          | Hiromi Sakuma                                | Rachel Thompson            |
| Renown           |                                              |                            |
| Repulse          | Koharu Nogata                                | Rachel Glass               |
| Gridley          | Narumi Shinohara                             | Apphia Yu                  |
| Columbia         | Saya Horigome                                | Victoria Michelli-Vitti    |
| Montpelier       | Rie Takahashi                                | Anastasia Muñoz            |
| Massachusetts    | Rie Takahashi                                | Alyssa Dumas               |
| Denver           | Ari Ozawa                                    | Caitlin Glass              |
| Langley          | Haruka Yoshimura                             | Suzie Yeung                |
| Amazon           | Yukiko Ayamiya                               | Tabitha Ray                |
| London           | Naomi Mukaiyama                              | Caitlin Glass              |
| Houston          | Aya Yokota                                   | Meli Grant                 |
| Portland         | Kaori Yoshioka                               | Margaret McDonald          |
| Kent             | Hisako Kanemoto                              | Jessica Cavanagh           |
| Eldridge         | Nozomi Sasaki                                | Hayden Daviau              |
| St. Louis        | Yōko Hikasa                                  | Victoria Keller            |
| Ark Royal        | Asuka Itō                                    | Hayden Daviau              |
| Bogue            | Koharu Nogata                                | Mikaela Krantz             |
| Foote            | Yuna Yoshino                                 |                            |
| Spence           | Yuna Yoshino                                 | Corinne Sudberg            |
| Aulick           | Yuna Yoshino                                 | Ashe Thurman               |
| Thatcher         | Ruka Nemoto                                  | Ariel Graham               |
| Charles Ausburne | Satsuki Morita                               | Megan Emerick              |
| Soryu            | Karin Mitarai                                | Samantha Herek             |
| Hiryu            | Shizuka Ishigami                             | Alexis Tipton              |
| Shiranui         | Kanae Ikadai                                 | Kate Bristol               |
| Mutsuki          | Rumi Ōkubo                                   | Emi Lo                     |
| Kisaragi         | Rumi Ōkubo                                   |                            |
| Uzuki            | Mako                                         | Megan Emerick              |
| Minazuki         | Mako                                         | Megan Shipman              |
| Mikazuki         | Mako                                         | Dani Chambers              |
| Fumizuki         | Chiyo Ousaki                                 | Sarah Wiedenheft           |
| Nagatsuki        | Chiyo Ousaki                                 | Tabitha Ray                |
| Ning Hai         | Marie Miyake                                 | Suzie Yeung                |
| Ping Hai         | Misaki Kuno                                  | Emi Lo                     |
| Fuso             | Ami Koshimizu                                | Jill Harris                |
| Yamashiro        | Ami Koshimizu                                | Kristi Rothrock            |
| Furutaka         | Akari Kageyama                               | Jamie Marchi               |
| Kako             | Akari Kageyama                               | Jill Harris                |
| Amagi            | Miyuki Sawashiro                             | Elizabeth Maxwell          |
| Ise              | Mutsumi Tamura                               | Jessica Cavanagh           |
| Hyuga            | Akeno Watanabe                               | Kylie Stewart              |
| Akatsuki         | Nozomi Yamamoto                              |                            |
| Ikazuchi         | Kazusa Aranami                               |                            |
| Fubuki           | M.A.O                                        | Nicole Endicott            |
| Shiratsuyu       | Narumi Shinohara                             | Amanda Lee                 |
| Kagero           | Yuriko Yano                                  | Nicole Endicott            |
| Nagara           | Akari Kitō                                   |                            |
| Isuzu            | Akari Kitō                                   |                            |
| Yugure           | Madoka Asahina                               | Ariel Graham               |
| Hatsuharu        | Marika Kouno                                 | Corinne Sudberg            |
| Purifier         | Marika Kouno                                 | Melissa Sternenberg        |
| Observer         | Moe Toyota                                   | Natalie Van Sistine        |
| Tester           | Chika Anzai                                  | Brittany Lauda             |
| Mikasa           | Sayaka Ohara                                 |                            |
| Pennsylvania     | Nozomi Yamane                                |                            |
| North Carolina   | Yui Horie                                    |                            |